# التهاب الجلد الناجم عن حمض الأبيتيك

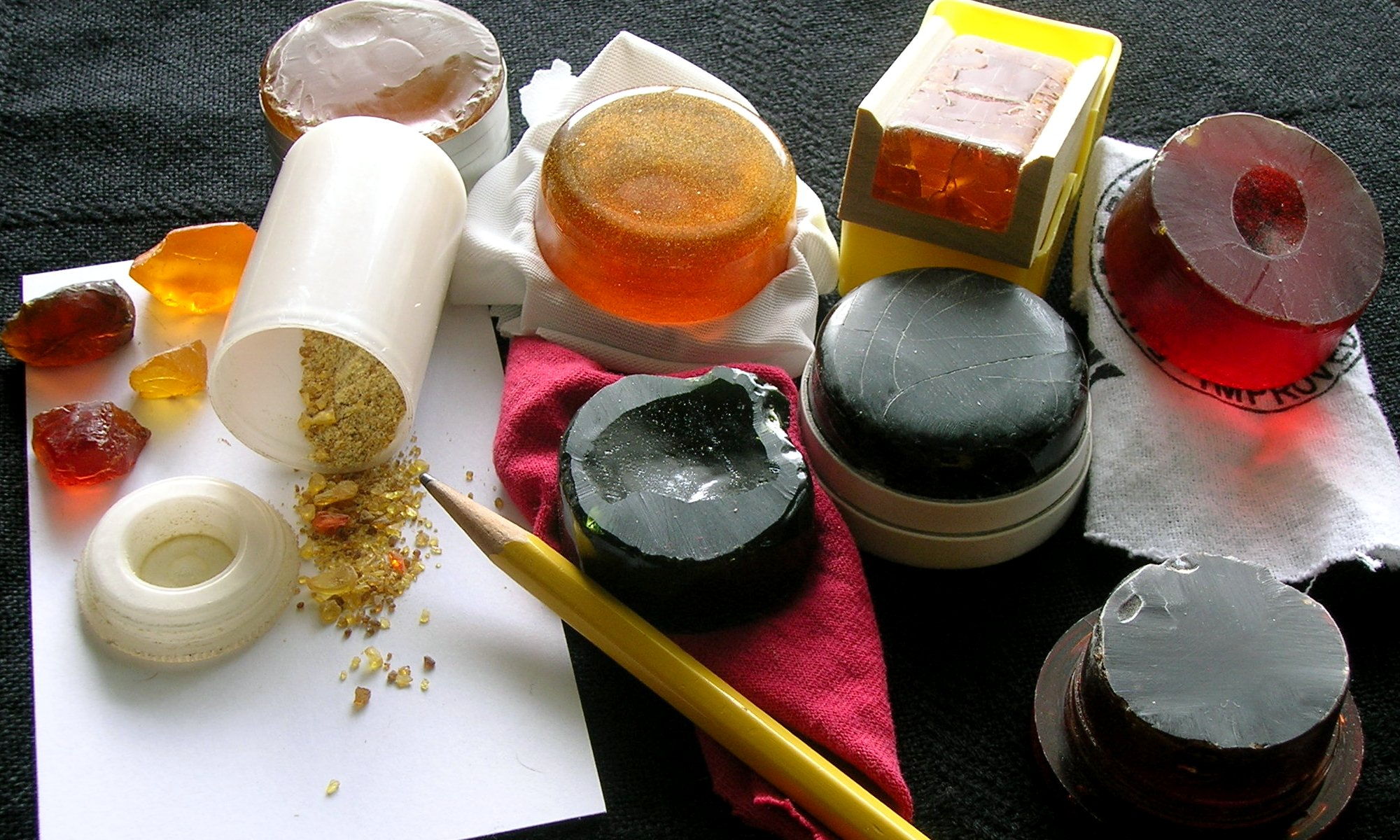
أنواع متعددة من صمغ الصنوبر للكمان والكمان المتوسط والتشيلو

التهاب الجلد الناجم عن حمض الأبيتيك أو التهاب الجلد بحمض الأبيتيك (بالإنجليزية: Abietic acid dermatitis) هو أحد أنواع التهاب الجلد التماسي، يرتبط حدوثه غالباً باللآلات الموسيقية.

## الأسباب
السبب الرئيسي هو تفاعل فرط التحسس من النوع الأول للمنتجات التي تحتوي على حمض الأبيتيك مثل صبغ الصنوبر، الذي يستخدم كمادة لزيادة الاحتكاك. لاعبو الآلات الوترية ذات القوس (الكمان، الكمان المتوسط، التشيلو، الكمان الأجهر) يقومون بفرك كتل من صبغ الصنوبر على أقواس الآلات لزيادة الأحكام على الأوتار. راقصو الباليه والفلامنكو يقومون بفرك أحذيتهم بمسحوق صمغ الصنوبر قبل صعودهم على المسرح للحد من انزلاقهم. لاعبو الجمباز والبولينج وقاذف كرة القاعدة يستعملون صبغ الصنوبر لتحسين احكام قبضتهم. الأماكن الشائعة لحدوث هذا النوع من التهاب الجلد هي اليدين، الوجه والرقبة.:1374

## التشخيص التفريقي

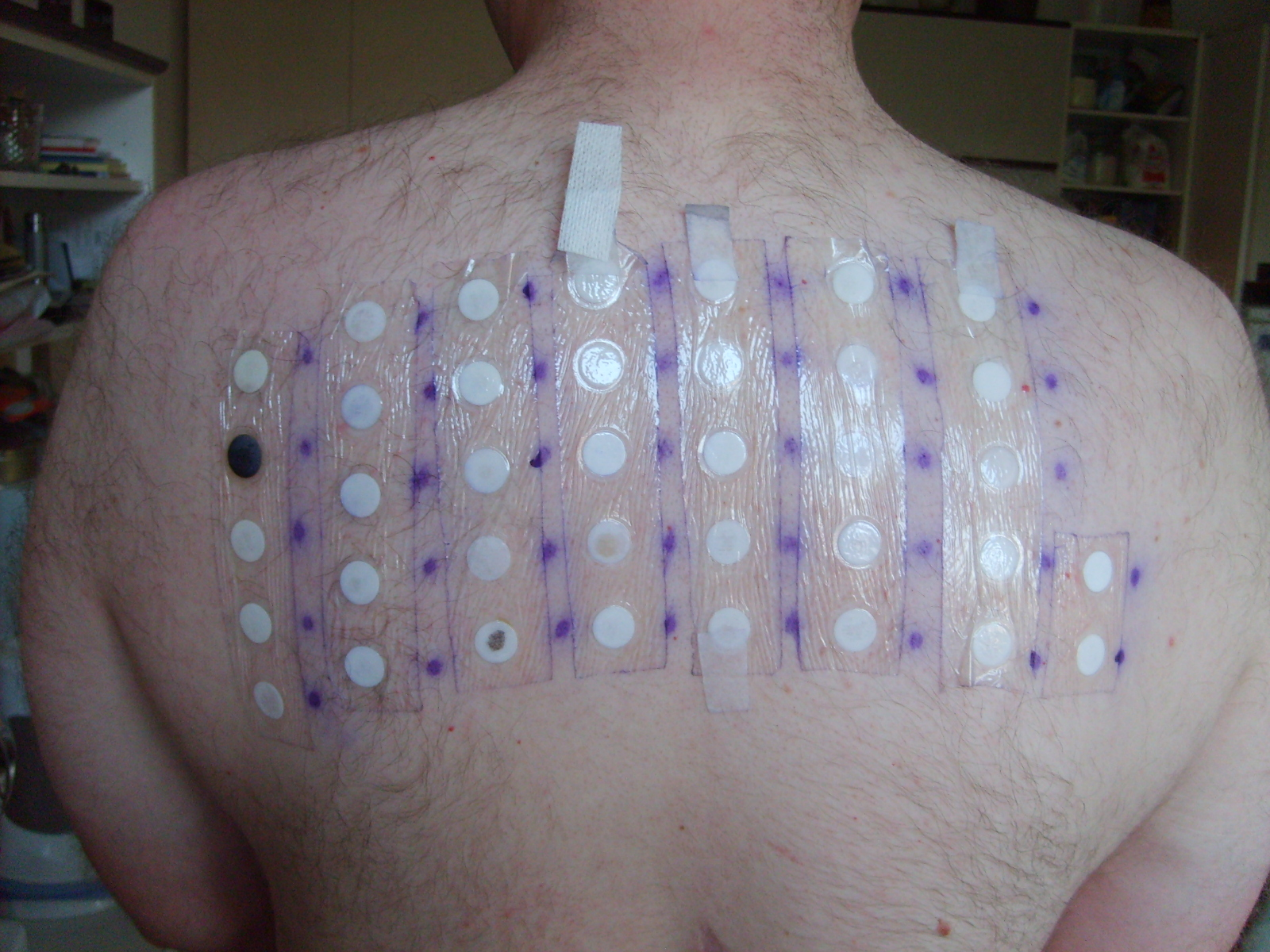
اخْتِبارُ الرُّقْعَة (لتشخيص الأرجية الجلدية)

الأمراض الجلدية الشائع حدوثها في الموسيقيين تشمل: إصابة احتكاكية "رقبة عازف الكمان"، حب الشباب الميكانيكي أو الاحتكاكي، وفرط التعرق . العوامل الأخرى التي تسبب حدوث التهاب الجلد التماسي قد تكون خشب الأبنوس، خشب كوكوبولو، أبنوس السنغال، النيكل، الكروم، العكبر أو البروبوليس (صمغ النحل) و بارافنيلين ثنائي الأمين. يمكن عمل اختبار الرقعة لتحديد العامل المسبب للالتهاب.

## العلاج
يشمل العلاج الكورتيكوستيرويد، الأدوية القابضة، والمواد المذيبة للكيراتين. يميل المرض لمعاودة الحدوث ما لم يمكن تجنب استعمال أو لمس المسببات. 
التوقف عن استعمال الآلة الموسيقية يكون هو الحل العلاجي تقريباً في كل الحالات، ولكنه حل غير عملي غالباً.